# Религия в Азербайджане
Религия в Азербайджане (2010)
 Шииты (70 %) Сунниты (27 %) Христиане (3 %) Другие религии (1 %)
Религия в Азербайджане — согласно конституции, Азербайджан является светским государством. Религия в стране отделена от государства и представлена совокупностью различных религиозных течений и конфессий, распространенных среди этнических групп, населяющих страну и проживающих по всей территории Азербайджана. 
Христианство в Азербайджане в основном это русские, армяне, грузины, и др.

## Религиозное разнообразие в Азербайджане
Азербайджан является многонациональной и многоконфессиональной страной. В разные периоды времени язычество, зороастризм, иудаизм, христианство, ислам и многие другие верования распространились в стране и оказали друг на друга взаимное влияние. К началу 2020-х годов многие исторически распространенные религии в Азербайджане продолжают свое существование, в то же время на территории страны свободно действуют и распространяются новые религиозные течения.
На территории Азербайджана действуют разные конфессии, однако среди них ислам занимает доминирующее положение. По приблизительным подсчётам, 95% населения Азербайджана составляют мусульмане, 5% — представители других религий (иудаизм, христианство, бахаи, и.т.д.), атеисты и агностики. Примерно 70% мусульман страны составляют представители шиитского направления, 30% — суннитского при этом для большинства жителей страны мусульманская идентичность, как правило, основывается на культуре и этнической принадлежности, а не на религии. Традиционно сёла вокруг Баку и Ленкоранского района считаются оплотом шиизма. Многие переходят в суннизм, в некоторых северных и центральных районах Азербайджана проживают сунниты. 
Из иных конфессий в Азербайджане подавляющее большинство составляют представители русской православной церкви, а также различные христианские секты. В Азербайджане также имеются представители  протестантских направлений — адвентисты, баптисты, пятидесятники, свидетели Иеговы.  
Помимо молитвенных домов в республике функционируют исламские, христианские и иудаистские образовательные учреждения, в том числе Бакинский исламский университет, факультет Религиоведения Бакинского государственного университета. На факультете международных отношений Нахичеванского государственного университета действует специальность «Религиоведение». Функционирует 10 исламских колледжей, воскресные школы при православных церквях, библейские курсы протестантских общин, курсы иврита, религии и культуры евреев.

### Преступления на религиозной почве
Согласно докладу «Европейской комиссии по борьбе с расизмом и нетерпимостью»(ЕКРН), в Азербайджане религиозная ненависть и нетерпимость в ряде случаев являлась мотивом преступлений на почве ненависти.

## Регулирование государственно-религиозных отношении и законодательная база
После обретения государственной независимости (18 октября 1991) в Азербайджане была обеспечена свобода совести и вероисповедания граждан, законодательные акты в этой области были приведены в соответствие с нормами международного права. В Конституцию, принятую в 1995 году, были включены пункты, регулирующие государственно — религиозные отношения и обеспечивающие свободу вероисповедания.
В соответствии со статьей 18 Конституции страны, «В Азербайджанской Республике религия отделена от государства. Все вероисповедания равны перед законом. Запрещаются распространение и пропаганда религий (религиозных течений), унижающих достоинство личности или противоречащих принципам человечности. Государственная система образования носит светский характер». Кроме того, в соответствии со статьей 48 Конституции, которая закрепляет свободу совести, «Каждый вправе свободно определять свое отношение к религии, исповедовать индивидуально или совместно с другими любую религию или не исповедовать никакой, выражать и распространять свои убеждения по отношению к религии. Совершение религиозных обрядов является свободным, если не нарушает общественный порядок или не противоречит общественной нравственности. Вероисповедание и религиозные убеждения не оправдывают правонарушения. Никто не может принуждаться к выражению (демонстрации) религиозного верования и убеждения, совершению религиозных обрядов или участию в них».
Азербайджанская Республика находится в числе правительств, подписавших Европейскую конвенцию «О защите прав человека и основных свобод». Согласно статье 9 о «Свободе мысли, совести и религии» этой Конвенции, «Каждый имеет право на свободу мысли, совести и религии; это право включает свободу менять свою религию или убеждения и свободу исповедовать свою религию или убеждения как индивидуально, так и сообща с другими, публичным или частным порядком, в богослужении, обучении, отправлении религиозных и культовых обрядов. Свобода исповедовать свою религию или убеждения подлежит лишь тем ограничениям, которые предусмотрены законом и необходимы в демократическом обществе в интересах общественной безопасности, для охраны общественного порядка, здоровья или нравственности или для защиты прав и свобод других лиц».
Принятый в 1992 году Закон «О свободе вероисповеданий» создает гарантии для осуществления свободы вероисповедания в Азербайджанской Республике в соответствии с Конституцией Азербайджанской Республики и международными договорами, участницей которых является Азербайджанская Республика, определяет статус религиозных образований, их права и обязанности, регулирует отношения, возникающие в связи с деятельностью религиозных образований.
В соответствии со статьей 1 главы 1 Закона «О свободе вероисповедания», «Каждый обладает правом исповедовать индивидуально или совместно с другими любую религию, выражать и распространять свои убеждения в связи с отношением к религии».
Согласно законодательству, граждане могут индивидуально или совместно с другими изучать богословие и получать религиозное образование на любом языке. На основании взаимного согласия, родители могут воспитывать детей в соответствии с собственными религиозными убеждениями и отношением к религии.
Помимо этого, Закон «О свободе вероисповедания» регулирует деятельность религиозных центров и управлений, религиозно — образовательных учреждений, определяет правила государственной регистрации и упразднения религиозных образований.

## Государственный комитет по работе с религиозными образованиями
Государственный комитет по работе с религиозными образованиями является центральным органом исполнительной власти, обеспечивающим в Азербайджанской Республике осуществление государственной политики в сфере религии. Государственный комитет был создан 21 июня 2001 года. В соответствии со статьей 48 Конституции Азербайджанской Республики, главными задачами комитета являются создание благоприятных условий для осуществления свободы вероисповедания, обеспечение контроля над соблюдением законодательных актов, связанных со свободой вероисповедания и государственная регистрация религиозных образований.

## Государственная регистрация религиозных образований
Государственную регистрацию религиозных образований в Азербайджане осуществляет Государственный комитет по работе с религиозными образованиями. Процесс регистрации довольно прост и прозрачен. Так, для государственной регистрации религиозной общины не менее пятидесяти образовавших её совершеннолетних лиц или их полномочных представителей обращается в религиозный центр или управление с заявлением с приложенными к нему учредительным протоколом и уставом общины. К заявлению также прилагаются список лиц, учреждающих религиозную общину, с указанием их гражданства, места жительства и даты рождения, копии документов, удостоверяющих их личность, сведения об основах религиозного учения, в том числе дате образования религиозной общины, формах и методах её деятельности, традициях, отношении к семье, браку и образованию, ограничениях прав и обязанностей членов данной общины, а также другие документы, предусмотренные Законом Азербайджанской Республики «О государственной регистрации и государственном реестре юридических лиц». Религиозный центр или управление в течение 30 дней направляет эти документы вместе со своим представлением в Государственный комитет.

### Религиоведческая экспертиза
Государственный комитет в рамках своих компетенций обеспечивает проведение экспертизы литературы религиозного назначения, товаров и изделий и других информационных материалов религиозного содержания, следит за их производством, импортом и распространением и дает согласие на создание специализированных торговых пунктов для их продажи. Выполнение данного процесса контролирует отдел религиоведческой экспертизы ГКРС. Религиоведческую экспертизу проводят квалифицированные в данной сфере религиоведы комитета.

### Организация просветительской работы
Комитет проводит последовательные мероприятия по защите в стране толерантной среды и мультикультурных ценностей, по проведению просветительской работы о радикализме и последствиях дискриминации на религиозной почве, в направлении регулирования государственно-религиозных отношений. Просветительскую работу комитет осуществляет посредством научного журнала «Государство и религия» и газеты «Общество и религия», являющиеся органом печати, а также авторскими программами по различным телеканалам. В научном журнале, который издается с 2006 года, публикуются научно — публицистические статьи на темы истории религий, религиозных памятников, государственно — религиозных отношений, мультикультурализма и другие. Газета начала издаваться в 2009 году. В основном освещается деятельность комитета, население информируется о последствиях религиозного радикализма, экстремизма и сектантства, пропагандируется толерантность. Электронная версия обоих изданий размещается в формате pdf на официальном сайте комитета (scwra.gov.az). 

## Религиозные образования
Религиозные образования в Азербайджане регистрируются в предусмотренном законом порядке в Государственном комитете Азербайджана по работе с религиозными образованиями. Согласно закону, религия и религиозные образования в Азербайджане отделены от государства. Государство не поручает выполнение каких-либо государственных функций религиозным образованиям и не вмешивается в их деятельность. Религиозные образования не принимают участие в деятельности политических партий и не оказывают им финансовую поддержку. Все религии, распространенные в стране, и представители религиозных течений самостоятельны в создании своего религиозного образования в любом регионе. 
В Азербайджане, где в основном большинство составляют последователи иудаизма, христианства и ислама, религиозные течения, с небольшим количеством членов, и являющиеся нетрадиционными для азербайджанской среды (баптисты, адвентисты Седьмого дня, свидетели Иеговы и т. п.), зарегистрировавшись без всяких препятствий действуют свободно. 

## Религиозные конфессии

### Ислам

#### Управление Мусульман Кавказа
Управление Мусульман Кавказа создано на базе Управления духовенства Закавказских мусульман, вляется носителем и правопреемником его обязательств, историческим центром исламских религиозных общин страны. Согласно закону «О свободе вероисповедания», исламские религиозные общины в Азербайджанской Республике в организационных вопросах подчиняются Управлению Мусульман Кавказа. Также религиозные деятели, возглавляющие места поклонения исламской религии назначаются Управление Мусульман Кавказа. Управлением руководствует Шейхульислам, который избирается путем голосования. В своей деятельности Управление не допускает религиозную дискриминацию. Первым заместителем Шейхульислама считается муфти, который регулирует религиозные дела мусульман суннитского вероубеждения.

### Иудаизм

#### Религиозная община горских евреев
Горские евреи, проживающие на территории Азербайджана с древних времен, по численности считаются самой большой еврейской общиной. Называют себя «джуhурhо» и относятся к восточной ветви еврейства. В Азербайджане созданы необходимые условия для проживания горских евреев в соответствии со своей религией и выполнения поклонений. В Баку, Губе и Огузе функционируют синагоги горских евреев. В поселке Красная Слобода Губинского района, месте компактного проживания горских евреев, для еврейских детей открыт колледж «Шмират Ашем». В 2010 году 200-летняя синагога поселка после капитального ремонта была сдана в эксплуатацию. В апреле 2011 года в Баку была открыта синагога, строительство которой, по инициативе и поддержке Президента Азербайджанской Республики Ильхама Алиева, финансировалось из государственного бюджета.

#### Религиозная община европейских евреев
Одной из еврейских общин, проживающих в Азербайджане, является община ашкенази или европейских евреев. Термин «ашкенази» происходит от названия на иврите средневековой Германии. Их корни восходят к евреям, проживавшим в Германии в средние века. Эта община поселилась здесь во второй половине XIX века, в связи с развитием нефтяной промышленности в Баку. Синагога европейских и грузинских евреев, открывшаяся в Баку 9 мая 2003 года, по своему величию является одной из крупнейших в Восточной Европе.

### Христианство
Сформировавшаяся на территории нынешнего Азербайджана Церковь Кавказской Албании в христианском мире считается одним из первых апостольских церквей. Христианство проникло в Албанию из Армении когда просветитель Армении святой Григорий крестил албанского царя Урнайра. C 703 года Церковь Кавказской Албании стало частью Армянской апостольской церкви. В 1815 году Албанский католикосат Армянской апостольской церкви прекратило своё формальное существование когда был преобразован в митрополию, а затем разделен на две епархии.

#### Албано-Удинская христианская община
После обретения Азербайджаном независимости Албано-Удинская христианская религиозная община прошла государственную регистрацию. После этого государство начало работу по восстановлению церкви и проведению богослужений. В рамках этого, в 2003 году восстановлена одна из старинных церквей Кавказа, храм в селении Киш, а в 2006 году восстановлена и передана общине на пользование церковь Чотари имени святого Елисея — один из трех христианских храмов в посёлке Нидж Габалинского района.

#### Бакинско-Азербайджанская Епархия Русской Православной Церкви
Завоевание Азербайджана в XIX веке Царской Россией и поселение здесь русских дали толчок распространению православия в нашей стране. Религиозная община Бакинско-Азербайджанская Епархия Русской Православной Церкви в 2009 году вновь прошла регистрацию в Государственном комитете по работе с религиозными образованиями. Охватывая территорию Азербайджана, Бакинско-Азербайджанская Епархия делится на два благочиния (административные деления):
- 1) Бакинское городское благочиние;
- 2) Благочиние районов Азербайджана.

В состав Бакинского городского благочинного входят четыре молитвенные дома: Кафедральный Собор Святых Жен Мироносиц, Собор Рождества Пресвятой Богородицы, Михайло-Архангельский храм и Часовня во имя благоверного и великого князя Александра Невского (расположена на территории посольства России в Азербайджане). В состав благочинного районов Азербайджана входят три места поклонения: Александро-Невский храм в городе Гянджа, Свято-Никольский храм в городе Хачмаз и молитвенный дом в честь преподобного Серафима Саровского в городе Сумгаит.

#### Католическая церковь
Католичество, являющееся одной из трех главных ветвей христианства, начало распространяться на территории современного Азербайджана с начала XIV века миссионерами доминиканского, францисканского, августинского и кармелитского орденов. В 2011 году был подписано «Соглашение о правовом статусе католической церкви в Азербайджане между Азербайджанской Республикой и Святым Престолом». Католики Азербайджана объединены в Апостольскую префектуру Азербайджана, возглавляемую священником-ординарием. В настоящее время в распоряжении Католической церкви в Баку действуют три религиозных учреждения: храм Непорочного зачатия Пресвятой Девы Марии, часовня Христа Искупителя и приют для бездомных. В 2002 году во время официального визита в Баку папы Римского Иоанна Павла II по распоряжению Гейдара Алиева в центре Баку был выделен участок земли для строительства католической церкви. 7 марта 2008 года в Баку состоялась официальная церемония открытия храма Непорочного зачатия Пресвятой Девы Марии.

### Другие религиозные организации прошедшие государственную регистрацию
На октябрь 2021 года в Азербайджане зарегистрировано 970 религиозных организаций. Из них 933 исламские, 37 неисламские.  Из них 17 - христианские, 7 — еврейские религиозные общины, 2 — бахаи и одна — общество сознания Кришны.
К настоящему времени в Государственном комитете Азербайджанской Республики по работе с религиозными образованиями прошли регистрацию следующие протестантские религиозные общины:
- Христианская евангелистская религиозная община «Новая Жизнь»
- Бакинская религиозная община евангелистов-лютеран
- Христианская религиозная община «Слово Жизни»
- Христианская религиозная община «Слово Жизни — 2» города Сумгаит
- Религиозная община «Агапе» евангельских христиан-баптистов города Баку
- Христианская религиозная община «Нехемия»
- Христианско-баптистская религиозная община города Баку
- Религиозная община Церкви Пятидесятников «Звезда на востоке»
- Религиозная община «Адвентисты седьмого дня»
- Христианско-баптистская религиозная община города Гянджи
- Религиозная община «Адвентисты седьмого дня» города Гянджи
- Христианско-баптистская религиозная община города Сумгаит
- Религиозная община «Международная Церковь Братства» города Баку
- Христианская религиозная община «Библейского Общества Азербайджана»

Религиозная община города Баку «Свидетелей Иеговы», которая распространена на всей территории республики, также прошла государственную регистрацию.
Согласно закону «О свободе вероисповедания», немусульманские религиозные общины имеют право подчинения и изменения своего подчинения действующим за границей религиозным центрам. Также неисламские религиозные образования, организационные центры которых находятся за рубежом, в своей деятельности могут руководствоваться уставами данных центров в случаях, не противоречащих законодательству Азербайджанской Республики. В настоящее время религиозные центры подавляющего большинства неисламских религиозных общин, в том числе Русской Православной, Католической, Лютеранской, Грузинской Православной церквей находятся за границей и религиозные деятели, возглавляющие религиозные обряды в этих церквях, а также в протестантской и еврейской религиозных общинах, назначаются центрами за рубежом. Кроме этого, существующие в Азербайджане религиозные центры и учреждения поддерживают деловые отношения с соответствующими религиозными центрами за рубежом, активно участвуют в международных религиозных мероприятиях. В то же время, правительство Азербайджана материально и морально поддерживает деятельность религиозных образований. Начиная с 2011 года, по инициативе и указанию Президента Ильхама Алиева религиозным образованиям, в том числе неисламским религиозным общинам, выделяются средства из государственного бюджета.

## ЗаслугиФонда Гейдара Алиевав области религии
Фонд Гейдара Алиева, возглавляемый первой леди страны, послом доброй воли ЮНЕСКО и ИСЕСКО Мехрибан Алиевой, проводит большую работу по строительству и восстановлению мечетей, святилищ, христианских и иудаистских храмов. Фонд осуществляет весьма значительные проекты по сохранению и пропаганде азербайджанских мультикультуральных традиций. Эти проекты реализуют не замкнутое развитие Азербайджанского мультикультурализма в рамках одной страны, а его функционирование в мире в условиях религиозного и культурного разнообразия. В рамках успешно осуществляемого проекта «Адрес толерантности — Азербайджан», в мечетях, церквях, синагогах ведутся ремонтно-восстановительные работы. Наряду со строительством и восстановлением Фондом исламских храмов, введение в эксплуатацию в Баку Православной церкви и образовательного центра для еврейских детей, реставрация римских катакомб и церквей в регионах Франции, возведение в Астрахани памятника Святому князю Владимиру, создание образовательного центра «Хабад-Ор-Авнер» для проживающих в Баку еврейских детей, выставка в различных странах мира фотографий всемирно известного фотографа Реза Дегати, отражающих религиозную толерантность в нашей стране, служат именно расширению отношений дружбы и взаимного уважения различных народов и конфессий. Благодаря ещё одной услуге Фонда, Азербайджан попал в историю как первая мусульманская страна в мире, организовавшая выставку в Ватикане. А это может быть расценен как один из высочайших примеров всемирного мультикультурализма.

## Разрушение армянских памятников и кладбищ в Азербайджане
В Азербайджане, начиная ещё с советских времён, проводится политика умалчивания, «албанизации» или уничтожения армянских памятников, храмов и кладбищ. Несмотря на развитие мультикультурных традиций, в 1998—2005 годах близ города Джульфа было разрушено древнее армянское кладбище.